# Zoot Suit Riots

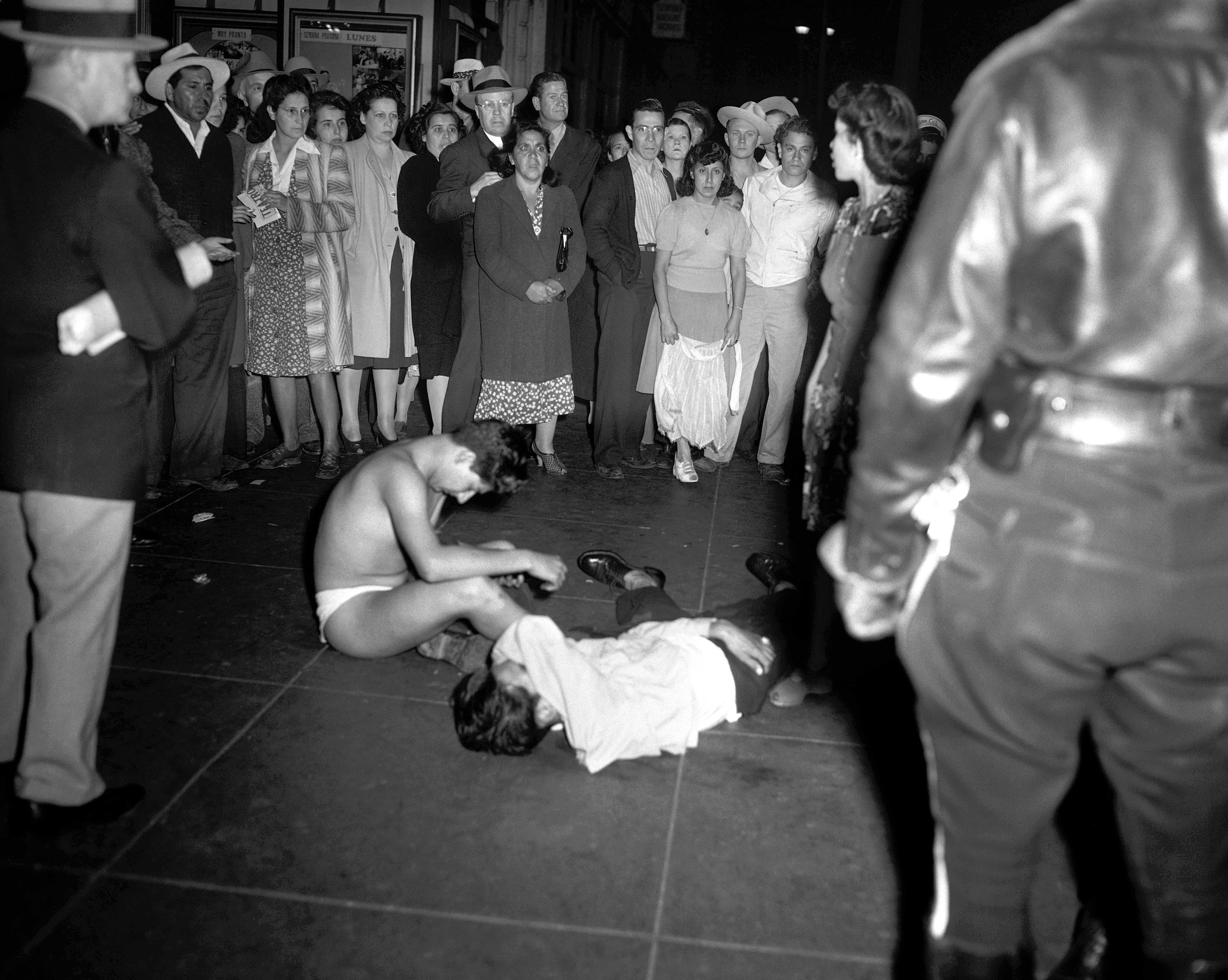
Zwei von Soldaten angegriffene mexikanisch-amerikanische Männer.

Die Zoot Suit Riots (v. engl. riot Aufruhr, Ausschreitung, suit Anzug) waren eine Serie von Unruhen in Los Angeles, USA im Jahre 1943.
Sie entflammten während des Zweiten Weltkrieges zwischen in der Stadt stationierten Soldaten und mexikanisch-amerikanischen Jugendbanden, angeführt von sogenannten Pachucos, die wegen der Zoot Suits, die sie trugen, bekannt waren.

## Geschichte
Am 3. Juni 1943 beschwerte sich eine Gruppe von Soldaten, dass sie während ihres Landurlaubs von einer Pachuco-Bande angegriffen worden waren. Als Reaktion hierauf sammelten sich Soldaten und begaben sich in die Innenstadt und nach East L.A., dem Zentrum der mexikanischstämmigen Bevölkerung. Nach ihrer Ankunft attackierten sie alle Männer in Zoot Suits, die sie auf dem Weg durch diese Stadtviertel antrafen und rissen vielen von ihnen die Anzüge vom Leib, um sie anschließend auf offener Straße zu verbrennen. Die Polizei verhaftete die verprügelten Amerikaner mexikanischer Abstammung in mehreren Fällen wegen Unruhestiftung.
Einige hundert Pachucos und neun Soldaten wurden infolge der Unruhen, die während der folgenden Tage stattfanden, inhaftiert. Von den neun festgenommenen Soldaten wurden acht ohne Strafe entlassen – einer von ihnen musste eine geringe Geldstrafe zahlen. Den Mexiko-Amerikanern erging es schlechter, einige starben während der Haft, da ihre Verletzungen nicht behandelt wurden, andere wurden wegen Verbrechen verurteilt, die nicht eindeutig nachgewiesen werden konnten.

## Folgen
Schließlich griff die Regierung am 7. Juni ein und erklärte, dass Los Angeles ab sofort für alle militärischen Einsatzkräfte gesperrt sei.
Als Antwort auf die Ausschreitungen schrieb Eleanor Roosevelt in ihrer wöchentlichen Kolumne über die Probleme, denen die mexikanisch-amerikanische Gemeinschaft auf Grund des Rassismus in den USA gegenübersteht.

## Kulturelle Verarbeitung
Es gab ein auf den Unruhen basierendes Theaterstück, welches 1981 verfilmt wurde. Außerdem schrieb Thomas Sanchez einen Kriminalroman mit dem Titel The Zoot Suit Murders, der die Auseinandersetzungen als Hintergrundgeschehen verwendete. Ein Swing-Album Zoot Suit Riot mit einem gleichnamigen Titel wurde 1997 von der amerikanischen Band Cherry Poppin’ Daddies veröffentlicht.
Im Kriminalroman „Die schwarze Dahlie“ von James Ellroy findet eine der Schlüsselbegegnungen der Protagonisten Police Officer Dwight W. „Bucky“ Bleichert und seines späteren Partners Sergeant Leland C. „Lee“ Blanchard während eines Polizeieinsatzes während der Zoot Suit Riots statt.
Im Film „Das Gesetz der Gewalt“ (Originaltitel „American Me“) werden die Zoot-Suit-Krawalle als Basis für das verpfuschte Leben des Ich-Erzählers Montoya realistisch dargestellt. Die Gewalt des Abends der Krawalle, an dem er durch die Vergewaltigung seiner Mutter durch einen Marinesoldaten gezeugt wurde, setzt sich im Leben des Protagonisten stetig fort.